# Hillsborough (Kalifornija)
Hillsborough je gradić u američkoj saveznoj državi Kalifornija. Prema popisu stanovništva iz 2010. u njemu je živjelo 10.825 stanovnika.